# Ганусівська сільська рада
| Ганусівська сільська рада — колишній орган місцевого самоврядування у Новопсковському районі Луганської області з адміністративним центром у с. Ганусівка. Історична дата утворення: в 1994 році. Сільській раді були підпорядковані населені пункти: - с. Ганусівка - с. Пантюхине - с. Солоне |

## Склад ради
Рада складалася з 12 депутатів та голови.

### Керівний склад ради
| ПІБ                               | Основні відомості                                                                       | Дата обрання | Дата звільнення |
| --------------------------------- | --------------------------------------------------------------------------------------- | ------------ | --------------- |
| Плис Віталій Іванович             | Сільський голова, 1961 року народження, освіта, член Партії регіонів                    | 26.03.2006   | 31.10.2010      |
| Липівський Анатолій Володимирович | Сільський голова, 1975 року народження, освіта середня спеціальна, член Партії регіонів | 31.10.2010   |                 |

Примітка: таблиця складена за даними джерела